# Howard Collins (Musiker)
Howard C. Collins (* 3. September 1930 in Queens; † 10. Juli 2015 in Bangor, Northampton County, Pennsylvania) war ein US-amerikanischer Jazz- und Studiomusiker (Gitarre, Banjo).

## Leben und Wirken
Collins diente während des Koreakriegs in der US-Armee; er erwarb den Bachelor an der Hofstra University und studierte an der Manhattan School of Music. Ab den späten 1950er-Jahren arbeitete er als Theater- und Sessionmusiker u. a. mit Lucy Reed, mit der erste Aufnahmen entstanden, ferner mit Tito Puente, Warren Covington and The Commanders, Chubby Jackson, John Carisi, George Russell (Jazz in the Space Age) und The Everly Brothers. Im folgenden Jahrzehnt war er an Plattenaufnahmen u. a. von Bob Dylan (The Freewheelin’ Bob Dylan), Peter, Paul & Mary, Coleman Hawkins (Desafinado, 1962), Johnny Hartman, Ruby Braff, Buddy Rich, Milt Jackson, Modern Jazz Quartet, Pee Wee Russell, Richie Havens, Bobby Timmons und Attila Zoller beteiligt.
In den 70er-, 80er- und 90er-Jahren spielte er in der New Yorker Jazzszene außerdem mit Sonny Stitt, Urbie Green, Nancy Harrow, John Lewis und dessen American Jazz Orchestra. In New Yorker Clubs trat er in dieser Zeit u. a. mit Don Friedman, Dick Hyman und Milt Hinton auf. Im Bereich des Jazz war er zwischen 1955 und 2004 an 55 Aufnahmesessions beteiligt.
Collins betätigte sich außerdem als Musikpädagoge; zu seinen Schülern zählte u. a. Adam Rogers.